# Éanna

Az Éanna-körzet térképe az archaikus romokkal a IV. (barna) és V. (halvány) ásatási réteg feltüntetésével. RB = szíjtégla raktár, SC = „Kőtemplom”, GC = „Nagy Udvar”, F, G és H = „Oszlopcsarnok”, C = C-templom, B, D, N és A = D-templom és kiszolgáló épületei, RT = „Vörös Templom”, LT = „Mészkő templom”, U = feltáratlan V. rétegbeli épület, E = E-palota

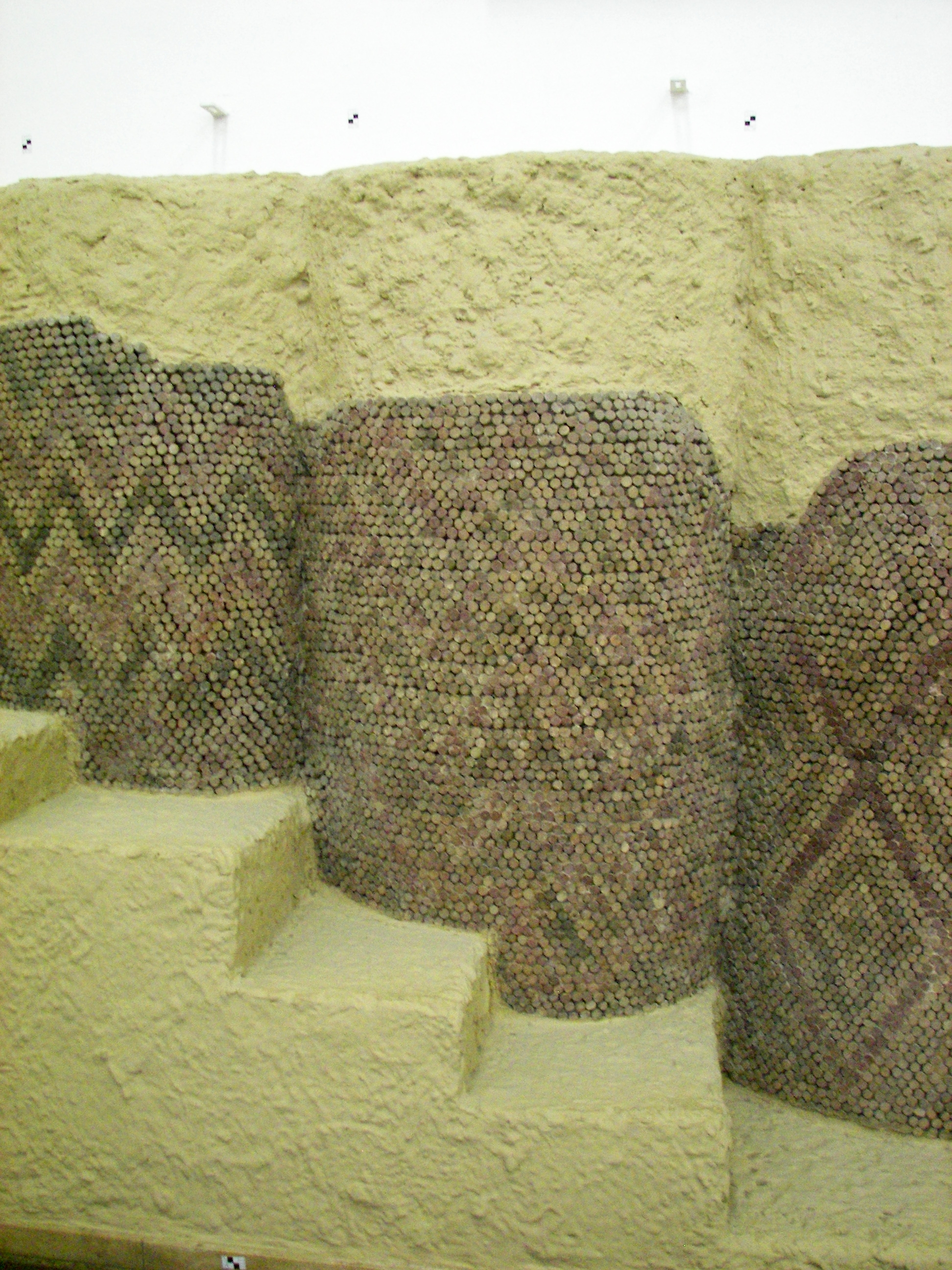
Az Éannában feltárt kőszögmozaik-részlet

Az Éanna az ókori mezopotámiai Urukban Inanna, azaz Istár istennő szentélykörzete volt, amelyet egykorú forrásokból és korabeli nevekből ismerünk. Az írás legkorábbi emlékét itt találták meg. Az i. e. 4. évezredben a késő Uruk-kultúra idején kezdték építeni és az i. e. 1. évezredig, Uruk pusztulásáig Istár legfontosabb kultuszközpontja maradt. A szentélykörzet már a legkorábbi időkben állt, vélhető maradványai, az épületek alapjait már az uruki V. rétegben megvannak, a IV. rétegben tárták fel a már biztosan templomként funkcionáló épületeket. Az V–IV. réteg a késői Uruk-kultúra, a III. réteg a Dzsemdet Naszr-kultúra idején keletkezett. A III. réteg Uruk visszaszorulását, kezdődő elnéptelenedését mutatja.
A feltárt épületegyüttes, amelyet Éanna-körzetnek nevezünk, a városközponttól távolabb álló, önálló falakkal körülkerített nagyobb építményekből áll. Az V. rétegben funkciójára nézve semmilyen bizonyíték nincs, a „templom” és „palota” megnevezések pusztán konvenciók. A városrész az i. e. 2900 körüli időkben elnéptelenedett, többé nem építették újjá, így az archaikus leletek jó állapotban maradtak fenn.

## Régészeti korszakok

### V. réteg
Késői Uruk-kor, i. e. 3400 – i. e. 3300 körül.
A városrész legrégebbi rétege az Uruk V., amelynek keleti részén egy „Mészkő-templom”-nak nevezett épületet találtak, aminek háromosztatú alaprajzából, jellegzetes falfülkéiből és támpilléreiből következtetnek a templomi funkcióra. Nyugaton a „Kőtemplom” látható, ehhez kapcsolódik – részben ráépítve, ezért bizonyosan későbbi korból, a IV.B rétegből – egy kis méretű, szíjtéglából emelt építmény. Ebben a kultikus temetkezések feleslegessé vált tárgyait helyezték el, így ez az egyetlen olyan épület az Éanna-körzetben, amelyikben tárgyi leletek is előkerültek. Az összes többi építmény teljesen üres volt, leszámítva az igen fontos uruki archaikus szövegeket, amely leletegyüttes agyagtáblácskái szétszórva az épületekben vagy a romok felett helyezkedtek el.
Az V. réteg további építményei a „Kőtemplom”, a C-templom, D-templom és E-palota, valamint a „Nagy Udvar”. Ezeknek az építményeknek a funkciójáról nincs közelebbi információ.

### IV.B réteg
Késői Uruk-kor, i. e. 3300 – i. e. 3200 körül
A IV.B – szintén késő uruki – rétegben két különálló, falakkal bekerített együttes található. A nagyobb délkeleti együttest tartják a templomkörzetnek, ennek díszes bejáratát, a „Mozaik-udvart” – vagy megtévesztő néven „Oszlop-templomot” –  és emögött három háromosztatú épületet, a valószínű templomokat tárták fel. A kisebb északnyugati együttes házai nagyon hasonlítanak a korabeli szíriai épületekhez, ezekben lakhattak az isten szolgái, papjai. Különálló épület volt a terület nyugati oldalán a „Kőszög-mozaik temploma”. A C-templom és a Nagy Udvar alaprajza egyáltalán nem változott, míg az Oszlopcsarnokot, a D-templomot és az E-palotát teljesen átépítették.

### IV.A réteg
Késői Uruk-kor, i. e. 3200 – i. e. 3100 körül
A IV.A – szintén késő uruki – rétegben jelentősen megváltozott az alaprajz, nagyobb templomokat, köztük egy zikkuratot építettek. Ezek nagy méretű belső tereihez valószínűleg 10 méternél hosszabb mennyezetgerendákra volt szükség, amiket valószínűleg az Amanus-hegységből kellett beszerezni, a gerendákat az Eufráteszen leúsztatva. A C-templomot még mindig változatlan alapterülettel újjáépítették, az Oszlopcsarnok és a D-templom azonban kisebb területen állt, mint korábban.

### III. réteg

Az uruki III. réteg a lakóházas beépítéssel

Dzsemdet Naszr-kor, i. e. 3100 – i. e. 2900 körül
A III. réteg – ami a Dzsemdet Naszr-korszakhoz tartozik – maradványai nagyon töredékesek. Ekkor készült egy 2 méter magas terasz, ami a későbbi dinasztikus korszakban is használatban volt. Az Oszlopcsarnok és a C-templom területén lakóépületek épültek, az Éanna-körzet valószínűleg megszűnt templomkörzetként működni.

### Kassú kor
Karaindas, Babilon kassú királya a szentélykörzetben kisebb templomot építtetett Inanának. A templom külső fala az óbabiloni és óasszír templomokra emlékeztető égetett téglából állt, de díszítése föld- és vízistenségek alakjainak váltakozó sorából állt. Ezt a technikát később az elámiak, babiloniak, asszírok és perzsák is átvették és továbbfejlesztették.